# Перша хорватська футбольна ліга 2001–2002
Сезон 2001-02 у Першій хорватській футбольній лізі — футбольне змагання у найвищому дивізіоні чемпіонату Хорватії, що проходило між 28 липня 2001 та 4 травня 2002 року. Став 11-м сезоном з моменту заснування турніру. Участь у змаганні бріли 16 команд. З наступного сезону кількість команд-учасниць вищого дивізіону хорватського футболу суттєво скоручавалася (до 12), тож за результатами тогорічного розіграшу відразу 4 найгірші команди автоматично вибували до Другої ліги. Ще дві команди, які зайняли 11 та 12 місця, мали змагатися за право продовження виступів у Першій лізі в матчах плей-оф проти найсильніших представників нижчого дивізіону. 
Переможцем турніру вперше у своїй історії став футбольний клуб «Загреб», який став лише третім клубом в історії Першої хорватської футбольної ліги, після загребського «Динамо» та сплітського «Хайдука», якому вдалося перемогти в цьому турнірі.
| Чемпіон Хорватії 2001/2002 |
| -------------------------- |
| «Загреб» 1-й титул         |

## Підсумкова турнірна таблиця
| Місце | Клуб                  | І  | В  | Н | П  | ЗМ | ПМ | Різ | О  |
| ----- | --------------------- | -- | -- | - | -- | -- | -- | --- | -- |
| 1.    | «Загреб»              | 30 | 20 | 7 | 3  | 71 | 24 | +47 | 67 |
| 2.    | «Хайдук»              | 30 | 20 | 5 | 5  | 61 | 28 | +33 | 65 |
| 3.    | «Динамо» З            | 30 | 18 | 5 | 7  | 58 | 30 | +28 | 59 |
| 4.    | «Вартекс»             | 30 | 17 | 6 | 7  | 58 | 40 | +28 | 57 |
| 5.    | «Рієка»               | 30 | 15 | 6 | 9  | 46 | 37 | +9  | 51 |
| 6.    | «Славен Белупо»       | 30 | 11 | 9 | 10 | 34 | 36 | -2  | 42 |
| 7.    | «Поморац Кострена»    | 30 | 12 | 4 | 14 | 36 | 41 | -5  | 40 |
| 8.    | «Осієк»               | 30 | 11 | 4 | 15 | 45 | 48 | -3  | 37 |
| 9.    | «Задар»               | 30 | 9  | 9 | 12 | 43 | 47 | -4  | 36 |
| 10.   | «Цибалія»             | 30 | 9  | 9 | 12 | 34 | 37 | -3  | 36 |
| 11.   | «Шибеник»             | 30 | 10 | 6 | 14 | 33 | 36 | -3  | 36 |
| 12.   | «Камен Інград»        | 30 | 9  | 8 | 13 | 28 | 46 | -18 | 35 |
| 13.   | «Хрватскі Драговоляц» | 30 | 9  | 7 | 14 | 34 | 45 | -11 | 34 |
| 14.   | «Чаковец»             | 30 | 9  | 5 | 16 | 31 | 44 | -13 | 32 |
| 15.   | «Марсонія»            | 30 | 8  | 6 | 16 | 37 | 46 | -9  | 30 |
| 16.   | «Тополовац»           | 30 | 4  | 2 | 24 | 31 | 95 | -64 | 14 |

### Плей-оф за право виступів у Першій лізі
Перші матчі були проведені 15 травня, матчі-відповіді — 19 травня 2002 року.
| Команда 1     | Заг. | Команда 2      | 1-й матч | 2-й матч |
| ------------- | ---- | -------------- | -------- | -------- |
| «Вуковар '91» | 3–4  | «Шибеник»      | 0–0      | 3–4      |
| «Істра»       | 1–3  | «Камен Інград» | 0–1      | 1–2      |

## Результати матчів
| 1-й тур, 29 липня 2001.     |     |
| «Хайдук» - «Осієк»          | 2:2 |
| «Рієка» - «Славен Б.»       | 1:0 |
| «Загреб» - «Хр. Драговоляц» | 3:0 |
| «Вартекс» - «Кам. Інград»   | 1:0 |
| «Марсонія» - «Чаковец»      | 1:2 |
| «Тополовац» - «Динамо» З    | 2:4 |
| «Задар» - «Поморац»         | 1:1 |
| «Цибалія» - «Шибеник»       | 2:0 |

| 2-й тур, 5 серпня 2001.      |     |
| «Осієк» - «Шибеник»          | 2:0 |
| «Поморац» - «Цибалія»        | 2:0 |
| «Динамо» З - «Задар»         | 0:0 |
| «Чаковец» - «Тополовац»      | 2:1 |
| «Кам. Інград» - «Марсонія»   | 2:4 |
| «Хр. Драговоляц» - «Вартекс» | 1:3 |
| «Славен Б.» - «Загреб»       | 2:2 |
| «Хайдук» - «Рієка»           | 4:1 |

| 3-й тур, 12 серпня 2001.      |     |
| «Рієка» - «Осієк»             | 4:0 |
| «Загреб» - «Хайдук»           | 1:0 |
| «Вартекс» - «Славен Б.»       | 2:0 |
| «Марсонія» - «Хр. Драговоляц» | 0:0 |
| «Тополовац» - «Кам. Інград»   | 1:1 |
| «Задар» - «Чаковец»           | 4:1 |
| «Цибалія» - «Динамо» З        | 1:2 |
| «Шибеник» - «Поморац»         | 1:2 |

| 4-й тур, 19 серпня 2001.       |     |
| «Осієк» - «Поморац»            | 1:0 |
| «Динамо» З - «Шибеник»         | 2:0 |
| «Чаковец» - «Цибалія»          | 2:2 |
| «Кам. Інград» - «Задар»        | 1:1 |
| «Хр. Драговоляц» - «Тополовац» | 3:2 |
| «Славен Б.» - «Марсонія»       | 1:0 |
| «Хайдук» - «Вартекс»           | 1:5 |
| «Рієка» - «Загреб»             | 0:1 |

| 5-й тур, 26 серпня 2001.   |     |
| «Загреб» - «Осієк»         | 3:1 |
| «Вартекс» - «Рієка»        | 2:0 |
| «Марсонія» - «Хайдук»      | 1:2 |
| «Тополовац» - «Славен Б.»  | 4:1 |
| «Задар» - «Хр. Драговоляц» | 2:0 |
| «Цибалія» - «Кам. Інград»  | 1:0 |
| «Шибеник» - «Чаковец»      | 1:0 |
| «Поморац» - «Динамо» З     | 1:2 |

| 6-й тур, 9 вересня 2001.     |     |
| «Осієк» - «Динамо» З         | 0:3 |
| «Чаковец» - «Поморац»        | 0:0 |
| «Кам. Інград» - «Шибеник»    | 1:1 |
| «Хр. Драговоляц» - «Цибалія» | 2:1 |
| «Славен Б.» - «Задар»        | 2:1 |
| «Хайдук» - «Тополовац»       | 4:0 |
| «Рієка» - «Марсонія»         | 1:0 |
| «Загреб» - «Вартекс»         | 5:2 |

| 7-й тур, 16 вересня 2001.    |     |
| «Вартекс» - «Осієк»          | 2:1 |
| «Марсонія» - «Загреб»        | 1:2 |
| «Тополовац» - «Рієка»        | 2:3 |
| «Задар» - «Хайдук»           | 1:5 |
| «Цибалія» - «Славен Б.»      | 0:2 |
| «Шибеник» - «Хр. Драговоляц» | 0:0 |
| «Поморац» - «Кам. Інград»    | 0:1 |
| «Динамо» З - «Чаковец»       | 1:0 |

| 8-й тур, 23 вересня 2001.    |     |
| «Осієк» - «Чаковец»          | 1:2 |
| «Кам. Інград» - «Динамо» З   | 1:0 |
| «Хр. Драговоляц» - «Поморац» | 5:1 |
| «Славен Б.» - «Шибеник»      | 1:0 |
| «Хайдук» - «Цибалія»         | 1:0 |
| «Рієка» - «Задар»            | 1:1 |
| «Загреб» - «Тополовац»       | 8:0 |
| «Вартекс» - «Марсонія»       | 3:0 |

| 9-й тур, 30 вересня 2001.     |     |
| «Марсонія» - «Осієк»          | 2:0 |
| «Тополовац» - «Вартекс»       | 4:1 |
| «Задар» - «Загреб»            | 0:0 |
| «Цибалія» - «Рієка»           | 1:1 |
| «Шибеник» - «Хайдук»          | 1:2 |
| «Поморац» - «Славен Б.»       | 1:0 |
| «Динамо» З - «Хр. Драговоляц» | 2:1 |
| «Чаковец» - «Кам. Інград»     | 2:0 |

| 10-й тур, 10 жовтня 2001.    |     |
| «Осієк» - «Кам. Інград»      | 2:1 |
| «Хр. Драговоляц» - «Чаковец» | 2:1 |
| «Славен Б.» - «Динамо» З     | 0:0 |
| «Хайдук» - «Поморац»         | 3:0 |
| «Рієка» - «Шибеник»          | 5:0 |
| «Загреб» - «Цибалія»         | 3:0 |
| «Вартекс» - «Задар»          | 5:1 |
| «Марсонія» - «Тополовац»     | 3:0 |

| 11-й тур, 14 жовтня 2001.        |     |
| «Тополовац» - «Осієк»            | 1:3 |
| «Задар» - «Марсонія»             | 2:2 |
| «Цибалія» - «Вартекс»            | 0:1 |
| «Шибеник» - «Загреб»             | 2:3 |
| «Поморац» - «Рієка»              | 0:1 |
| «Динамо» З - «Хайдук»            | 1:2 |
| «Чаковец» - «Славен Б.»          | 0:0 |
| «Кам. Інград» - «Хр. Драговоляц» | 0:0 |

| 12-й тур, 21 жовтня 2001.   |     |
| «Осієк» - «Хр. Драговоляц»  | 6:1 |
| «Славен Б.» - «Кам. Інград» | 4:1 |
| «Хайдук» - «Чаковец»        | 3:0 |
| «Рієка» - «Динамо» З        | 1:0 |
| «Загреб» - «Поморац»        | 4:3 |
| «Вартекс» - «Шибеник»       | 3:0 |
| «Марсонія» - «Цибалія»      | 2:1 |
| «Тополовац» - «Задар»       | 2:1 |

| 13-й тур, 28 жовтня 2001.      |     |
| «Задар» - «Осієк»              | 4:3 |
| «Цибалія» - «Тополовац»        | 1:3 |
| «Шибеник» - «Марсонія»         | 1:0 |
| «Поморац» - «Вартекс»          | 2:1 |
| «Динамо» З - «Загреб»          | 3:3 |
| «Чаковец» - «Рієка»            | 0:1 |
| «Кам. Інград» - «Хайдук»       | 1:3 |
| «Хр. Драговоляц» - «Славен Б.» | 1:1 |

| 14-й тур, 4 листопада 2001. |     |
| «Осієк» - «Славен Б.»       | 0:0 |
| «Хайдук» - «Хр. Драговоляц» | 1:1 |
| «Рієка» - «Кам. Інград»     | 4:1 |
| «Загреб» - «Чаковец»        | 4:0 |
| «Вартекс» - «Динамо» З      | 2:0 |
| «Марсонія» - «Поморац»      | 1:0 |
| «Тополовац» - «Шибеник»     | 1:1 |
| «Задар» - «Цибалія»         | 1:0 |

| 15-й тур, 18 листопада 2001. |     |
| «Цибалія» - «Осієк»          | 1:0 |
| «Шибеник» - «Задар»          | 2:0 |
| «Поморац» - «Тополовац»      | 4:0 |
| «Динамо» З - «Марсонія»      | 3:1 |
| «Чаковец» - «Вартекс»        | 1:1 |
| «Кам. Інград» - «Загреб»     | 1:0 |
| «Хр. Драговоляц» - «Рієка»   | 3:0 |
| «Славен Б.» - «Хайдук»       | 3:1 |

| 16-й тур, 25 листопада 2001. |     |
| «Осієк» - «Хайдук»           | 1:2 |
| «Славен Б.» - «Рієка»        | 2:2 |
| «Хр. Драговоляц» - «Загреб»  | 0:1 |
| «Кам. Інград» - «Вартекс»    | 1:2 |
| «Чаковец» - «Марсонія»       | 3:1 |
| «Динамо» З - «Тополовац»     | 3:2 |
| «Поморац» - «Задар»          | 2:0 |
| «Шибеник» - «Цибалія»        | 1:1 |

| 17-й тур, 28 листопада 2001. |     |
| «Шибеник» - «Осієк»          | 1:0 |
| «Цибалія» - «Поморац»        | 4:3 |
| «Задар» - «Динамо» З         | 1:2 |
| «Тополовац» - «Чаковец»      | 1:3 |
| «Марсонія» - «Кам. Інград»   | 1:0 |
| «Вартекс» - «Хр. Драговоляц» | 2:0 |
| «Загреб» - «Славен Б.»       | 2:0 |
| «Рієка» - «Хайдук»           | 1:2 |

| 18-й тур, 2 грудня 2001.      |     |
| «Осієк» - «Рієка»             | 1:0 |
| «Хайдук» - «Загреб»           | 0:2 |
| «Славен Б.» - «Вартекс»       | 2:2 |
| «Хр. Драговоляц» - «Марсонія» | 2:0 |
| «Кам. Інград» - «Тополовац»   | 1:0 |
| «Чаковец» - «Задар»           | 3:0 |
| «Динамо» З - «Цибалія»        | 2:1 |
| «Поморац» - «Шибеник»         | 0:0 |

| 19-й тур, 23 лютого 2002.      |     |
| «Поморац» - «Осієк»            | 1:0 |
| «Шибеник» - «Динамо» З         | 0:0 |
| «Цибалія» - «Чаковец»          | 2:0 |
| «Задар» - «Кам. Інград»        | 0:0 |
| «Тополовац» - «Хр. Драговоляц» | 0:4 |
| «Марсонія» - «Славен Б.»       | 1:1 |
| «Вартекс» - «Хайдук»           | 0:0 |
| «Загреб» - «Рієка»             | 3:0 |

| 20-й тур, 2 березня 2002.  |     |
| «Осієк» - «Загреб»         | 1:6 |
| «Рієка» - «Вартекс»        | 1:1 |
| «Хайдук» - «Марсонія»      | 0:0 |
| «Славен Б.» - «Тополовац»  | 1:0 |
| «Хр. Драговоляц» - «Задар» | 1:0 |
| «Кам. Інград» - «Цибалія»  | 1:1 |
| «Чаковец» - «Шибеник»      | 2:0 |
| «Динамо» З - «Поморац»     | 4:0 |

| 21-й тур, 6 березня 2002.    |     |
| «Динамо» З - «Осієк»         | 2:1 |
| «Поморац» - «Чаковец»        | 2:1 |
| «Шибеник» - «Кам. Інград»    | 1:0 |
| «Цибалія» - «Хр. Драговоляц» | 2:0 |
| «Задар» - «Славен Б.»        | 2:0 |
| «Тополовац» - «Хайдук»       | 2:5 |
| «Марсонія» - «Рієка»         | 1:4 |
| «Вартекс» - «Загреб»         | 1:4 |

| 22-й тур, 9 березня 2002.    |     |
| «Осієк» - «Вартекс»          | 1:2 |
| «Загреб» - «Марсонія»        | 1:1 |
| «Рієка» - «Тополовац»        | 2:0 |
| «Хайдук» - «Задар»           | 1:0 |
| «Славен Б.» - «Цибалія»      | 0:0 |
| «Хр. Драговоляц» - «Шибеник» | 0:4 |
| «Кам. Інград» - «Поморац»    | 2:1 |
| «Чаковец» - «Динамо» З       | 0:2 |

| 23-й тур, 16 березня 2002.   |     |
| «Чаковец» - «Осієк»          | 0:2 |
| «Динамо» З - «Кам. Інград»   | 4:0 |
| «Поморац» - «Хр. Драговоляц» | 2:0 |
| «Шибеник» - «Славен Б.»      | 3:0 |
| «Цибалія» - «Хайдук»         | 1:1 |
| «Задар» - «Рієка»            | 2:0 |
| «Тополовац» - «Загреб»       | 0:2 |
| «Марсонія» - «Вартекс»       | 1:1 |

| 24-й тур, 23 березня 2002.    |     |
| «Осієк» - «Марсонія»          | 4:1 |
| «Вартекс» - «Тополовац»       | 4:0 |
| «Загреб» - «Задар»            | 1:1 |
| «Рієка» - «Цибалія»           | 1:1 |
| «Хайдук» - «Шибеник»          | 1:0 |
| «Славен Б.» - «Поморац»       | 3:0 |
| «Хр. Драговоляц» - «Динамо» З | 1:1 |
| «Кам. Інград» - «Чаковец»     | 3:2 |

| 25-й тур, 30 березня 2002.   |     |
| «Кам. Інград» - «Осієк»      | 2:4 |
| «Чаковец» - «Хр. Драговоляц» | 2:0 |
| «Динамо» З - «Славен Б.»     | 4:1 |
| «Поморац» - «Хайдук»         | 0:1 |
| «Шибеник» - «Рієка»          | 0:1 |
| «Цибалія» - «Загреб»         | 2:1 |
| «Задар» - «Вартекс»          | 3:4 |
| «Тополовац» - «Марсонія»     | 0:5 |

| 26-й тур, 6 квітня 2002.         |     |
| «Осієк» - «Тополовац»            | 4:0 |
| «Марсонія» - «Задар»             | 2:3 |
| «Вартекс» - «Цибалія»            | 2:1 |
| «Загреб» - «Шибеник»             | 3:0 |
| «Рієка» - «Поморац»              | 2:2 |
| «Хайдук» - «Динамо» З            | 2:1 |
| «Славен Б.» - «Чаковец»          | 2:0 |
| «Хр. Драговоляц» - «Кам. Інград» | 0:1 |

| 27-й тур, 13 квітня 2002.   |     |
| «Хр. Драговоляц» - «Осієк»  | 2:2 |
| «Кам. Інград» - «Славен Б.» | 1:0 |
| «Чаковец» - «Хайдук»        | 0:3 |
| «Динамо» З - «Рієка»        | 2:3 |
| «Поморац» - «Загреб»        | 1:0 |
| «Шибеник» - «Вартекс»       | 1:0 |
| «Цибалія» - «Марсонія»      | 3:2 |
| «Задар» - «Тополовац»       | 7:1 |

| 28-й тур, 20 квітня 2002.      |     |
| «Осієк» - «Задар»              | 2:0 |
| «Тополовац» - «Цибалія»        | 0:3 |
| «Марсонія» - «Шибеник»         | 1:2 |
| «Вартекс» - «Поморац»          | 1:2 |
| «Загреб» - «Динамо» З          | 2:1 |
| «Рієка» - «Чаковец»            | 2:1 |
| «Хайдук» - «Кам. Інград»       | 5:0 |
| «Славен Б.» - «Хр. Драговоляц» | 2:1 |

| 29-й тур, 27 квітня 2002.   |     |
| «Славен Б.» - «Осієк»       | 2:0 |
| «Хр. Драговоляц» - «Хайдук» | 1:0 |
| «Кам. Інград» - «Рієка»     | 2:0 |
| «Чаковец» - «Загреб»        | 0:0 |
| «Динамо» З - «Вартекс»      | 5:0 |
| «Поморац» - «Марсонія»      | 0:1 |
| «Шибеник» - «Тополовац»     | 8:0 |
| «Цибалія» - «Задар»         | 1:1 |

| 30-й тур, 4 травня 2002.   |     |
| «Осієк» - «Цибалія»        | 0:0 |
| «Задар» - «Шибеник»        | 3:2 |
| «Тополовац» - «Поморац»    | 1:3 |
| «Марсонія» - «Динамо» З    | 1:2 |
| «Вартекс» - «Чаковец»      | 2:1 |
| «Загреб» - «Кам. Інград»   | 1:1 |
| «Рієка» - «Хр. Драговоляц» | 3:2 |
| «Хайдук» - «Славен Б.»     | 4:1 |

## Бомбардири
| Місце | Гравець          | Клуб                  | Голи |
| ----- | ---------------- | --------------------- | ---- |
| 1     | Івиця Олич       | «Загреб»              | 21   |
| 2     | Саша Бєланович   | «Вартекс»             | 16   |
| 3     | Адмір Хасанчич   | «Загреб»              | 14   |
| 3     | Даріо Захара     | «Динамо» З            | 14   |
| 5     | Томіслав Ерцег   | «Хайдук»              | 13   |
| 5     | Марин Лаліч      | «Хрватскі Драговоляц» | 13   |
| 5     | Натко Рачкі      | «Рієка»               | 13   |
| 5     | Зоран Зекич      | «Задар»               | 13   |
| 9     | Мате Драгічевич  | «Шибеник»             | 12   |
| 10    | Звонімир Деранья | «Хайдук»              | 11   |
| 10    | Петар Крпан      | «Загреб»              | 11   |